# 兵庫県立兵庫高等学校
兵庫県立兵庫高等学校（ひょうごけんりつ ひょうごこうとうがっこう, 英: Hyogo Prefectural Hyogo High School）は、兵庫県神戸市長田区寺池町に所在する県立高等学校。
略称は「兵高」（ひょうこう）。

## 概要
1948年（昭和23年）8月16日に兵庫県立第二神戸中学校（旧制）と兵庫県立第四神戸高等女学校（旧制）が統合して発足。
神戸二中創立時に植えられていたユーカリを校樹としている。
二中初代校長鶴崎久米一が掲げた「質素・剛健・自重・自治」の「四綱領」（しこうりょう）を校訓としている。基本的に校則がなく、生徒の自主性に任せる校風を持つ。
制服に当たるものとして標準服が存在するが、服装は基本的に自由である。行事はほぼすべて生徒が運営している。そのような自由で活発な雰囲気を好んでか、兵庫高校の教師にはOB・OGが多い。
夜間学校の併設が1929年からあり、定時制校である湊川高校と校舎を時差で共有している。
2010年に総合科学類型を設置。2014年に未来創造コースに改組。2016年に創造科学科となる。
在校生自身は「兵高」ではなく「兵庫」と略することが多い。
当校の美称として「武陽」（ぶよう）があり、所在する湊川河原を武陽原、同窓会を武陽会と称し、また在校生と同窓生とを統合的に「武陽人」と呼ぶこともある。

## 校風
二中初代校長鶴崎久米一が掲げた「質素・剛健・自重・自治」の「四綱領」（しこうりょう）を、校訓として引き継いでいる。
鶴崎は旧制神戸一中の初代校長も兼ねていたため、後継校の兵庫県立神戸高等学校と同一のものである。しかし規律を重んじる抑圧的な神戸高校とは異なり、本校は自由放任主義であり、現在の校風は大きく異なる。

## 象徴

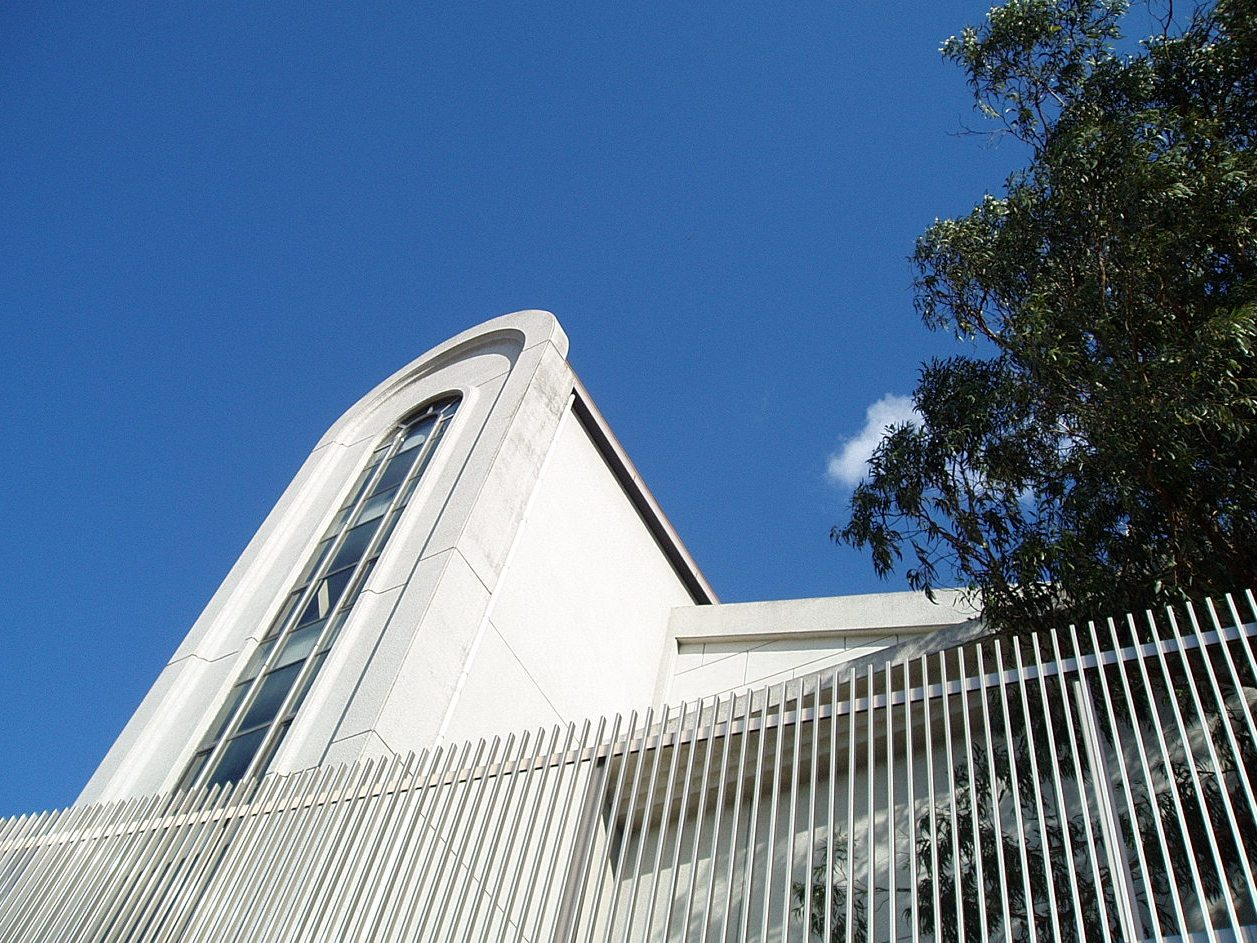
校舎西側とユーカリ

### 校樹
神戸二中創立間もなく、運動場の周りにオーストラリア原産の150本のユーカリの苗木が植えられた。この木は校舎の屋根を越え、30メートルに達する大樹となった。一年中浅みどり色の葉を繁らせ、大空を目指して立つ姿は壮観であり、この木はいつしか本校のシンボルとなった。
それゆえ、本校の校歌をはじめ、生徒会歌、応援歌、エールなどには必ずといっていいほどユーカリが歌われており、本校の校章は、そのユーカリの葉と実とを組み合わせて作られている。現在では昔のままの木は見られないが、1976年有志により新たな願いをこめて苗木が植えられた。今新しいユーカリが校地周辺に育っている。

### 校章
校樹ユーカリの実と若葉がデザインされており、四綱領を軸に集うさまを表現している。林五和夫（36陽会）による。新制高校発足当初からこの校章であり、多くの高等学校の校章に見られる「高」の文字が入っていないのが特徴である。
校章や男子標準服のボタンなどにも銀色が採用されている。これは旧制中学校時代の校章が、一中と同一の意匠で銀色であったことによる。

### 校歌
綱代栄三（20陽会）の作曲で、作詞は新制高校発足当時の国漢科（現在の国語科に相当）教官の合作である。
なお、旧制二中・県四の校歌についても、開校当時の職員や生徒によって作られている（ただし二中の校歌は、当時有名な軍歌『勇敢なる水兵』のメロディーに独自の歌詞をあてたものである）。

### 制服
旧制神戸二中は、独自性や砂埃の汚れが目立ちにくい点、夏冬兼用による合理性などの面から、開校当初から「カーキ色」の制服を採用した。翌年より、当時の校長が兼任していた神戸一中でも同じ制服に変更されたが、校章やボタン、帽章などを一中：金色、二中：銀色とすることで差別化が行われた。
現在の兵庫高校に着用を強制される制服は存在しないが、学生運動以前の制服を行事等の際に着用を推奨する標準服としている。男子用黒詰襟のボタンは、神戸高校と同じものを銀色に塗装したものである。

## 学校行事
1学期は新入生歓迎遠足・文化祭・合唱コンクール、2学期は体育祭・校外学習等がある。その中でも、文化祭は3年生の仮装が定番となっている。これは、3年生各クラスごとにテーマ（ドラえもん・ジブリなど）を決め、体操服を染料で染めたりなどの改造を施したりダンボールで道具を作ったりして行われている。また、クラス一の力持ちが20キロの砂袋を持ち誰が最後まで残るかを競う「下ろせません勝つまでは」は伝統行事である。
兵庫県立神戸高等学校とは文武両面においてライバル校とされている。同校とは春は野球・秋はラグビーをメイン競技とする年2回の定期戦が行われており、戦前には「扇港の早慶戦」と呼ばれた歴史もある。

## 沿革
旧制中学校・新制高等学校（男子校）時代
- 1905年（明治38年）11月12日 - 兵庫県第二神戸中学校設立の議案が兵庫県会（兵庫県議会の前身）で可決される。
- 1906年（明治39年）
  - 7月2日 - 兵庫県第二神戸中学校の設立が認可される。
  - 12月26日 - 校舎の建築に着手。
- 1907年（明治40年）5月16日 - 創立事務所（後に開校準備事務所）が兵庫県立第一神戸中学校内に設置される。
- 1908年（明治41年）
  - 4月1日 - 神戸市長田村の現在地[注 4]に校舎が完成し、「兵庫県立第二神戸中学校」が開校。
    - 入学資格を尋常小学校卒業程度の12歳以上、修業年限を5年とする。
    - 校長は第一神戸中学校校長の鶴崎久米一が兼任。以下職員12名でのスタート。

  - 4月9日 - 第1回入学式。第一神戸中学校と合同の入学試験により、応募者896名中308名が合格。第一中へ148名、第二中へ160名が入学。カーキ色の制服を採用。
  - 4月10日 - 授業を開始。
- 1909年（明治42年）3月15日 - 校舎を増築。
- 1910年（明治43年）11月18日 - 四綱領「質素・剛健・自重・自治」を発表[注 5]。
- 1915年（大正4年）4月1日 - 定員を200名増員し、800名とする。
- 1921年（大正10年）4月1日 - 定員を50名増員し、850名とする。
- 1922年（大正11年）4月1日 - 定員を150名増員し、1,000名とする。
- 1926年（大正15年）9月5日 - 同窓会を創立し、「武陽会」と命名。
- 1929年（昭和4年）4月 - 兵庫県立第二神戸夜間中学講習場を併設。
- 1930年（昭和5年）8月 - 運動場1,666坪拡張。
- 1932年（昭和7年）7月1日 - 県立第二神戸夜間中学講習所が廃止され、兵庫県立第二神戸夜間中学校が併設される。
- 1936年（昭和11年）4月20日 - 卒業生を対象に研究科を開講。
- 1940年（昭和15年）
  - 2月24日 - 定員を50名増員し、1,300名とする。
  - 8月31日 - 新校舎が完成。
- 1943年（昭和18年）4月1日 - 中等学校令により、この時の入学生から修業年限が4年となる。
- 1944年（昭和19年）
  - 4月1日 - 教育ニ関スル戦時非常措置方策により、修業年限4年の施行が1941年（昭和16年）以降の入学生に前倒しして施行されることになる。
  - 5月 - 学徒勤労動員の出動命令を受ける。
  - 7月4日 - 学徒勤労動員として3・4年は三菱電機に、5年は三菱造船所に出勤開始。
  - 8月17日 - 4126部隊の事務所が校内に移転。
- 1945年（昭和20年）
  - 3月 - 修業年限4年施行の前倒しにより、1940年（昭和15年）に入学した5年生と1941年（昭和16年）に入学した4年生の合同卒業式を挙行。
  - 4月 - 授業を停止。ただし学徒勤労動員は継続される。
  - 8月15日 - 終戦。
  - 8月21日 - 授業を再開。
  - 9月5日 - 4126部隊が解散。
  - 10月25日 - 報国団を廃止し、校友会（現：生徒会）を設立。
- 1946年（昭和21年）4月1日 - 修業年限が5年に戻る。
- 1947年（昭和22年）4月1日 - 学制改革（六・三制の実施）が行われる。旧制中学校の募集を停止。
- 1948年（昭和23年）
  - 4月1日 - 学制改革（六・三・三制の実施）により、旧制中学校が廃止され、新制高等学校「兵庫県立第二神戸高等学校」（男子校）が発足。
  - 5月27日 - 兵庫県立第四神戸女子高等学校が併設される（移転完了）。

高等女学校・新制高等学校（女子校）時代
- 1942年（昭和17年）
  - 1月29日 - 兵庫県立第四神戸高等女学校の設立が認可される。
  - 4月1日 - 「兵庫県立第四神戸高等女学校」が開校。入学資格を国民学校初等科修了程度の12歳以上、修業年限を5年とする。
  - 4月8日 - 第1回入学式を挙行。神戸市立垂水国民学校（現：神戸市立垂水小学校）の東校舎を間借りして授業を開始[注 6]。
  - 6月12日 - 校章を制定。
  - 6月15日 - 制服を制定。
- 1943年（昭和18年）4月1日 - 中等学校令の施行により、この時の入学生より修業年限が4年となる。
- 1944年（昭和19年）
  - 4月1日 - 教育ニ関スル戦時非常措置方策により、修業年限4年の施行が1942年（昭和17年）入学生にも前倒しして施行されることになる。
  - 5月 - 学徒勤労動員の出動命令を受ける。
  - 7月4日 - 学徒勤労動員として川崎機体工場に出勤開始。
- 1945年（昭和20年）
  - 4月1日 - 授業を停止。ただし学徒勤労動員は継続される。
  - 4月14日 - 歌敷山の学校敷地の開墾を開始。
  - 4月25日 - 明石神武報国弟二工場へ学徒勤労動員が開始。
  - 8月15日 - 終戦。
- 1946年（昭和21年）
  - 4月1日 - 修業年限が5年となる（4年修了時点で卒業することもできた）。
  - 4月5日 - 間借りの場所を、神戸市立垂水国民学校から神戸市立東須磨国民学校に移転（同校校舎東側と講堂を使用）。
- 1947年（昭和22年）
  - 2月22日 - 校歌を制定。
  - 3月4日 - 第1回卒業式（現：35陽会）を挙行。同窓会「さわらび会」発足（垂水を歌った万葉集の一葉から命名）。
  - 4月1日 - 学制改革（六・三制の実施）が行われる。高等女学校の生徒募集を停止。
- 1948年（昭和23年）
  - 4月1日 - 学制改革（六・三・三制の実施）により、高等女学校が廃止され、新制高等学校「兵庫県立第四神戸女子高等学校」が発足。
  - 5月27日 - 兵庫県立第二神戸高等学校に併設されることになり、移転を完了。

新制高等学校（男女共学）
- 1948年（昭和23年）
  - 8月16日 - 兵庫県立第二神戸高等学校と兵庫県立第四神戸女子高等学校が統合され「兵庫県立兵庫高等学校」（現校名）が発足し、男女共学を開始[注 7]。
  - 9月1日 - 授業を開始。
  - 11月29日 - 旧：二中と旧：県四の育友会を統合し、「兵庫県立兵庫高等学校育友会 (PTA)」を結成。
- 1949年（昭和24年）4月18日 - 小学区制の実施により、472名が入学。
- 1950年（昭和25年）4月1日 - 高校三原則により、商業科を設置し、総合制高等学校となる。
- 1952年（昭和27年）4月1日 - 小学区制から中学区制に変更される。
- 1955年（昭和30年）4月1日 - 商業科が廃止され、普通科単独校となる。
- 1967年（昭和42年） - 年2回（春と秋）の対神戸高校総合定期戦を開始。
- 1994年（平成6年）11月 - 新校舎が完成。
- 1995年（平成7年）
  - 1月17日 - 阪神・淡路大震災により授業を中止。新校舎の一部が崩壊。校地・施設のほとんどが近隣住民の避難所となる。
  - 2月8日 - 近隣の高等学校を借用し、授業を再開。1学年は兵庫県立神戸甲北高等学校、2学年は兵庫県立鈴蘭台高等学校を使用。
  - 4月 - 兵庫県立鈴蘭台西高等学校第二グラウンドに仮設校舎を設置し、授業を開始。
  - 6月5日 - 3年生が元の校舎に復帰。
  - 9月26日 - 1･2学年が元の校舎に復帰。
- 1996年（平成8年）
  - 2月14日 - 避難住民全員退去し、避難所としての使用が終了する。
  - 5月30日 - 災害復旧工事が完成。
- 2000年（平成12年）2月24日 - 上海市松江二中学との姉妹校関係を締結。
- 2002年（平成14年）4月1日 - 週5日制、45分、90分授業になる。
- 2008年（平成20年）4月1日 - 週5日制、50分、70分授業になる。
- 2010年（平成22年）4月1日 - 総合科学類型を設置。
- 2014年（平成26年）4月1日 - 総合科学類型に代わり、未来創造コースを設置。
- 2016年（平成28年）4月1日
  - 未来創造コースに代わり、創造科学科を設置。
  - 週5日制、50分授業になる。

## 部活動
95%の生徒が部活動に参加しているが、兼部が認められているため、実質の部活動加入率は100%を超える。校舎を兵庫県立湊川高校と共用しているため、17時50分には完全下校しなければならない制約がある。
運動部
- ラグビー部 - 第9回明治神宮中等学校ラグビー大会優勝（1937年）において全国制覇を達成している。
- 野球部 - 全国高等学校野球選手権大会の地区予選には第一回大会から皆勤出場（全国で15校のみ、現在も継続中）。
- ソフトボール部 - 県四高女時代から流れを汲み、1950年の全国高等学校女子ソフトボール大会で全国優勝を果たしている。
- 剣道部
- 柔道部
- 卓球部 - 女子団体が第48回全国高等学校選抜卓球大会に出場した。
- ソフトテニス部
- 山岳部
- 水泳部
- 器械体操部
- 陸上競技部
- バレーボール部
- サッカー部
- 空手道部
- バスケットボール部
- 硬式テニス部
- ハンドボール部

文化部
- 吹奏楽部

全日本吹奏楽コンクール全国大会で1980年・1989年・1993年に金賞を、1974年・1983年・1990年・1992年・1994年・1995年・1996年に銀賞を、1977年に銅賞を受賞した。その後も長らく関西吹奏楽コンクール出場の常連であったが、近年は出場から遠ざかっている。吉永陽一（神戸夙川学院大学特任教授、兵庫県吹奏楽連盟副会長）、栗山和樹（作曲家）、中島徹（ジャズピアノ・トロンボーン奏者）、小谷口直子（クラリネット奏者）、宇野勝博（数学者 大阪大学教授）は、同部のOBである。
- 1974年（昭和49年） - 全日本吹奏楽コンクール全国大会で銀賞受賞（自由曲：チャンス作曲「朝鮮民謡の主題による変奏曲」、指揮：吉永陽一）。
- 1977年（昭和52年） - 全日本吹奏楽コンクール全国大会で銅賞受賞（自由曲：ネリベル作曲「交響的断章」、指揮：吉永陽一）。
- 1980年（昭和55年） - 全日本吹奏楽コンクール全国大会で金賞受賞（自由曲：レスピーギ作曲「交響詩『ローマの祭り』より主顕祭」、指揮：吉永陽一。兵庫県内の高等学校としては初の全国大会金賞受賞）。
- 1983年（昭和58年） - 全日本吹奏楽コンクール全国大会で銀賞受賞（自由曲：ヤナーチェク作曲「狂詩曲タラス・ブーリバより予言とタラス・ブーリバの死」、指揮：吉永陽一）。
- 1989年（平成元年） - 全日本吹奏楽コンクール全国大会で金賞受賞（自由曲：シュミット作曲「ディオニュソスの祭り」、指揮：松井隆司）。
- 1990年（平成2年） - 全日本吹奏楽コンクール全国大会で銀賞受賞（自由曲：ストラヴィンスキー作曲「バレエ組曲「火の鳥」」、指揮：松井隆司）。
- 1992年（平成4年） - 全日本吹奏楽コンクール全国大会で銀賞受賞（自由曲：プロコフィエフ作曲「バレエ音楽『ロメオとジュリエット』」、指揮：松井隆司）。
- 1993年（平成5年） - 全日本吹奏楽コンクール全国大会で金賞受賞（自由曲：プロコフィエフ作曲「バレエ音楽『シンデレラ』より」、指揮：松井隆司）。
- 1994年（平成6年） - 全日本吹奏楽コンクール全国大会で銀賞受賞（自由曲：チャイコフスキー作曲「バレエ音楽『白鳥の湖』」、指揮：松井隆司）。
- 1995年（平成7年） - 全日本吹奏楽コンクール全国大会で銀賞受賞（自由曲：チャイコフスキー作曲「バレエ音楽『眠りの森の美女』」、指揮：松井隆司）。
- 1996年（平成8年） - 全日本吹奏楽コンクール全国大会で銀賞受賞（自由曲：プロコフィエフ作曲「３つのオレンジへの恋」、指揮：松井隆司）。

- 弦楽部 - 1987年創部。2007年度中に創部20周年記念事業を行った。毎年6月には、定期演奏会を開催している。
- 美術部
- 書道部
- 演劇部
- 天文部
- 文芸部
- 茶道部
- 華道部
- ESS (English Speaking Society)
- 物理研究部
- 生物研究部
- ギターアンサンブル部
- 将棋部
- ダンス部
- 数学研究部

生徒会実行委員会
- 放送委員会
- 応援団

## 交通
- 神戸市営地下鉄西神・山手線 上沢駅 北西へ約700m
- 阪神電気鉄道神戸高速線 高速長田駅 北東へ約800m
- 山陽本線（JR神戸線）兵庫駅 北西へ約1.8km
- 神戸電鉄有馬線 神鉄長田駅 南西へ約1km

## 卒業生の呼称
卒業生は、同窓会である武陽会に入会した年ごとに「67陽会」のように称され、数字は、旧制神戸二中1回生が卒業した年から何年目に卒業したかを表している。2013年3月の卒業生は「100陽会」となる。県四（「けんよん」ではなく「けんし」と読むのが通例）の卒業生も卒業年に合わせて「35陽会」などと称することもあるが「県四○回」と書かれることもある。

## 著名な出身者

### 学者
- 金出武雄（元カーネギーメロン大学教授、デジタルヒューマン研究センター長、ロボット工学）
- 宇野勝博（大阪大学教授、数学）
- 小椋大輔（京都大学教授、建築学）
- 地主敏樹（神戸大学名誉教授、日本金融学会会長（米国金融政策専攻））
- 濱田州博（元信州大学学長、元繊維学会副会長、元高等教育コンソーシアム信州会長、化学工学）
- 福永有利（北海道大学名誉教授、神戸大学名誉教授、民事訴訟法）
- 天野忠幸（天理大学准教授、日本史）
- 田辺眞人（日本の歴史家。園田学園女子大学名誉教授。）

### 財界
- 田中久雄（元東芝代表執行役社長）
- 品川正治（元日本火災海上社長・会長、経済同友会終身幹事）
- 阿多親市（元マイクロソフト日本法人社長、ソフトバンク・テクノロジー社長）
- 工藤恭孝（ジュンク堂書店創業社長）
- 牛場友彦（元アラスカパルプ副社長、元輸銀監事、近衛文麿首相秘書官）
- 八尋俊邦（元三井物産社長・会長、経団連副会長）
- 磯田一郎（元住友銀行頭取・会長）
- 池田芳蔵（元三井物産社長・会長、経団連副会長、NHK会長）
- 四本潔（元川崎重工業社長）
- 関灘茂（A.T.カーニー日本代表・アジアパシフィック代表）

### 政治家・行政・法曹
- 赤堀順一郎（弁護士）
- 梅野修一（国土交通省東北地方整備局長）
- 浦井洋（日本共産党所属の元衆議院議員）
- 金井元彦（元兵庫県知事）
- 楠見義男（初代農林事務次官）
- 島田叡（沖縄県最後の官選知事、沖縄戦で戦没、野球部OB、同校にある合掌の碑は島田知事への鎮魂の意味を込めて建立された）
- 久山秀雄（内務省警保局長）
- 本田勝規（奄美群島振興開発基金理事長、元鹿児島県職員）
- 宮崎雅夫（参議院議員、農林水産大臣政務官）
- 山口繁（元最高裁判所長官）

### スポーツ
- 渡辺大陸（元プロ野球選手）
- 森滝義巳（元プロ野球選手）
- 太田紘一（元プロ野球選手）
- 荒川俊三（元プロ野球選手）
- 河野博（元プロ野球選手）
- 片岡節次郎（元プロ野球選手）
- 西村洋平（元サッカー選手）

### 芸能・マスコミ
- 桂文之助（3代目）（落語家・気象予報士）
- 桂まん我（落語家）
- 谷拓哉（お笑い芸人、パンプキンポテトフライ）
- 山名大貴（お笑い芸人、パンプキンポテトフライ）
- 坂上庸介（ミュージシャン）
- 宮内見（放送作家）
- 槇洋介（タレント・ラジオパーソナリティ・放送作家・ファッション評論家・フリープロデューサー）
- ターザン山下（ラジオDJ）
- 脇浜紀子（元読売テレビアナウンサー）
- 阿部宏美（フリーアナウンサー）
- 市川寿憲（元朝日放送プロデューサー）
- 小縣裕介（朝日放送テレビアナウンサー）
- 榮真樹（広島ホームテレビアナウンサー）
- 倉丘伸太朗（元俳優）
- 福井治人（朝日放送テレビアナウンサー）
- 大野雄一郎（元朝日放送テレビアナウンサー）
- 大恵陽子（競馬リポーター）

### 文学
- 綿谷雪（作家、時代考証家）
- 横溝正史（小説家）
- 竹中郁（詩人）
- 矢野徹（SF作家）
- 妹尾河童（舞台美術家、作家）
- 安本末子（生活綴り方日記著者）
- 古沢嘉通（翻訳家）

### 美術
- 小磯良平（画家）
- 東山魁夷（日本画家）
- 川西英（版画家）
- 井茂圭洞（書家、全日本書道連盟理事長、日本書芸院理事長）
- 清家清（建築家）

### 音楽
- 平吉毅州（作曲家）
- 有馬大五郎（国立音楽大学初代学長・NHK交響楽団初代事務長）
- 栗山和樹（作曲家）
- 中島徹（ジャズピアノ・トロンボーン奏者）
- 小谷口直子（クラリネット奏者）
- 鈴木一郎（クラシックギター奏者）
- 吉永陽一（神戸夙川学院大学特任教授、兵庫県吹奏楽連盟副会長）

### その他
- 後藤宏行（思想家、思想の科学研究会元会長代行・疎開で大分県立竹田高等学校に転校）
- 吉川勇次（三代目山口組若頭補佐初代吉川組組長・中退）
- 加藤元（獣医師、コロラド州立大学客員教授）
- 井沢正（指圧師）